# Somova (gmina)
Somova – gmina w Rumunii, w okręgu Tulcza. Obejmuje miejscowości Mineri, Parcheș i Somova. W 2011 roku liczyła 4388 mieszkańców. 